# تشارلز إي. أوسغود
تشارلز إي. أوسغود (بالإنجليزية: Charles E. Osgood)‏ هو عالم نفس أمريكي، ولد في 20 نوفمبر 1916 في سومرفيل في الولايات المتحدة، وتوفي في 15 سبتمبر 1991 في إلينوي في الولايات المتحدة.